# USS Enterprise (NCC-1701-B)
A USS Enterprise (NCC-1701-B) é uma nave estelar do universo ficcional de Star Trek. É uma nave da classe-Excelsior operada pela Frota Estelar sob o comando do Capitão John Harriman no filme Star Trek Generations. A nave também aparece em vários livros de Star Trek.

## Produção
O modelo da Enterprise-B foi um reúso do modelo da USS Excelsior, criado por Bill George para Star Trek III: The Search for Spock. A miniatura sofreu várias modificações desenhadas por John Eaves e Herman Zimmermam, que incluiam um conjunto extra de motores de impulso na seção do disco, alargadores nos lados do casco secundário, novas tampas na frente das naceles e barbatanas na parte de trás das naceles. Os detalhes em azul da pintura foram repintados para um azul-petróleo. Os alargadores foram adicionados com o propósito específico de serem danificados durante a fuga do feixe da Nexus e para manter o modelo da Excelsior por baixo intacto. As modificações também foram um pedido do produtor Rick Berman, que achou que o desenho da Excelsior foi muito usado nos filmes e séries anteriores. A NCC-1701-B também foi renderizada como um modelo de computação gráfica para algumas sequências dentro do feixe da Nexus. Como se viu posteriormente, a cola usada para colar as partes adicionais na verdade acabaram danificando o modelo, nunca sendo retiradas. O modelo físico mais tarde remarcado para se tornar a USS Lakota no episódio "Paradise Lost" de Star Trek: Deep Space Nine.
O modelo da Enterprise-B, ainda com as marcas da USS Lakota, foi vendido em um leilão da Christie's de itens de Star Trek em outubro de 2006. O preço total pago pelo modelo foi de US$ 132.000.

## História
A primeira missão da USS Enterprise-B foi de levar vários repórteres, os Capitães James T. Kirk e Montgomery Scott e o Comandante Pavel Chekov por um passeio pelos Sistema Solar. A nave recebe o pedido de socorro vinda de duas outras naves presas em um misterioso feixe de energia. Depois de resgatar alguns do passageiros, a Enterprise-B fica presa no feixe. Scott acredita que a antena defletora da nave pode ser adaptada para emitir uma rajada que pode libertá-la. A reconfiguração precisa de ajustes manuais, que Kirk faz. Enquanto a nave se movimenta para fora do feixe, uma descarga de energia atinge uma seção da nave perto da antena defletora, destruindo vários deques dos casco perto da área em que Kirk estava trabalhando. Kirk desaparece e presume-se estar morto.